# 托普頓 (北卡羅萊納州)
托普頓（英語：Topton）是位於美國北卡羅萊納州切羅基縣的非建制地區。

## 歷史
托普頓的郵局自1887年營運至今。

## 地理
托普頓所處的海拔為高於海平面809米（即2654英呎），而該地所採用的時區為UTC-5，即北美东部时区（EST）。同時該地設有夏令時間，為UTC-5調快一小時，即UTC-4（EDT）。